# Tori (가수)
Tori (토리)(1980년 3월 26일 ~ )는 대한민국의 가수이다. 주로 애니메이션 OST에 참여하였다.

### 앨범
- Play Me Your Song EP앨범 - 콩나물:Bean Sprouts
- Wooruru CCM 앨범 -1,2집
- 이젠 안녕 Good Bye 삼성 휴대폰 내장 벨소리(미발매)

### 애니메이션 주제가
- 크르노 크루세이드 오프닝 - 너를 위한 Try
- 따끈따끈 베이커리 오프닝 - 맛있는 마법
- 꼬마 마법사 레미 비바체 오프닝 - 사랑의 구조신호
- 나루토 1기 엔딩 - 너는 내게
- 레이브 1기 오프닝 - Butterfly Kiss
- 레이브 2기 오프닝 - Higher and Higher
- 마법 소녀 아르스 오프닝 - Dubiduwa lalala
- 내일은 축구왕 오프닝, 엔딩
- 불꽃소년 레카 엔딩 - Love is changing
- 엘르멘탈 제라드 오프닝 - Forever
- 극장판 포켓몬스터 AG: 아름다운 소원의 별 지라치 엔딩 - Say My Name
- 포켓몬XY New Episode 엔딩 - 해피엔딩

### 특촬물 주제가
- 가면 라이더 드래건 오프닝 - Alive a Life
- 파워레인저 SPD 엔딩 1 - 미드나잇 파워레인저

### 라디오
- 토리의 뮤직 버스 DJ/PD - TU Media DMB

### 방송
- 하늘에서 남자들이 비처럼 내려와 (Mnet) 내레이션
- 서인영의 론치 마이 라이프 (Mnet) 내레이션
- 가인의 패션왕 (Mnet) 내레이션
- 스타일 옴므 (XTM) 내레이션
- 와이드 연예뉴스 (Mnet) 내레이션
- 지구인 자격평가 (EBS) 내레이션
- 백만이의 지구뉴스 (EBS) 내레이션
- 겟 잇 뷰티 (OnStyle) 내레이션
- 테이스티 로드 (Olive) 내레이션
- 어디 간다 Go (EBS) 내레이션
- 한 컷의 괴학 (EBS) 내레이션

## 같이 보기
- TULA
- 정여진